# Tomáš Karas
Tomáš Karas, född den 16 maj 1975 i Prag i Tjeckien, är en tjeckisk roddare.
Han tog OS-silver i scullerfyra i samband med de olympiska roddtävlingarna 2004 i Aten.